# Солослово
Соло́слово — деревня в Одинцовском городском округе Московской области России. Население 142 человек на 2006 год, в деревне числятся 5 микрорайонов и 5 садовых товариществ. До 2006 года Солослово входило в состав Назарьевского сельского округа.
Деревня расположена в центральной части округа, на левом берегу реки Медвенка, высота центра над уровнем моря 182 м.
Впервые в исторических документах деревня упоминается в 1504 году, как вотчина князя Фёдора Васильевича Хованского Кривого, позже упоминается в 1627 и 1697 годах. По данным 1704 года в деревне 36 дворов и 160 жителей мужского пола, по Экономическим примечаниям 1800 года — 67 дворов, 203 мужчины и 236 женщин. На 1852 год в деревне Солослово числилось 70 дворов, 144 души мужского пола и 160 — женского, в 1890 году — 414 человек. По Всесоюзной переписи 17 декабря 1926 года числилось 136 хозяйств, 705 жителей, сельсовет, общежитие и контору фабрики Кувшинова, школу первой ступени; по переписи 1989 года — 105 хозяйств и 212 жителей.